# Jennifer Government: NationStates
Jennifer Government: NationStates 또는 줄여서 NationStates는 멀티플레이 정부 시뮬레이션 웹 게임 사이트이다. 이 사이트는 2002년 11월 13일 맥스 베리가 그의 소설 Jennifer Government를 느슨하게 기반해 제작했다. 배리는 원래 책 출판 일주일 전 홍보를 위한 독립적인 수단으로 사이트를 개방했다. 이 사이트는 계속해서 자신의 책을 홍보하고 있지만, 그 자체 특징으로 사이트가 성장했다.

## 게임플레이
플레이어는 자신이 세울 국가의 경제(economy), 시민 자유(civil rights), 정치적 자유(political freedoms)를 설정하기 위한 간단한 질문에 대답하고, 나라 이름을 정한 다음 국가 동물, 통화 및 공식 모토를 정하면서 나라를 건립한다. 초기에 플레이어가 답한 질문이 처음 세울 나라의 형태를 정하게 된다.
게임 플레이는 정부의 정책을 정하는 것이다. 하루에 최대 4번(이는 설정으로 바꿀 수 있음) 자동으로 극우 단체의 시위를 허용할 지 여부나 국가의 식량 문제에 관한 문제 등의 "이슈"(issue)가 등장한다. 플레이어는 선택지에서 정부의 입장을 선택하거나, 그 이슈를 무시하도록 할 수 있다. 각각의 선택은 플레이어의 국가 번영에 영향을 미치며, 예상치 못한 영향을 줄 수도 있다. 예를 들어, 더 큰 정치적 자유를 줄 경우 더 큰 시민 소요 사태로 이어질 수 있다. 31개의이슈는 게임 개발자가 직접 만들었으며, 대부분의 이슈는 플레이어들이 제출한 이슈이다. 국가 건립 처음 30일동안은 게임에서 만들었던 이슈에만 대답할 수 있지만, 이후에는 여러 승인된 문제에 대해 대답할 수 있다. 이슈에 대한 플레이어의 선택은 경제(economy), 시민 자유(civil rights), 정치적 자유(political freedoms)라는 3개의 주요 요인에 영향을 미친다.

게임에 등장하는 27개 정부 유형 차트.

국가의 경제, 시민자유, 정치적 자유도에 따라서 정부는 스칸디나비아 자유 파라다이스(Scandinavian Liberal Paradise)부터 철권사회주의(Iron Fist Socialists)와 정신병적 독재(Psychotic Dictatorship)까지 27개 유형 중 하나에 속하게 된다. 비록 이 게임에서 "승리"하는 방법은 없지만, 매일 각 지역 및 국가에서 엮은 세계 회의 보고서(World Assembly reports)에서 경재력부터 가장 자유로운 공공 나체 등 국가 순위를 나열한다.

## 지명도
이 게임은 2주 내에 천개 국가가 등록되었으며, 첫 해 말까지 20,700개 국가가 등록되었다.현재 약 310만 개의 나라가 등록 되어있으며, 이중 약 16만 개의 나라가 존재하고 있다. 베리는 이 게임의 지명도에 놀랐으며, 토론 포럼은 정치적 논쟁의 장으로 발전하게 되었다. 또한, 베리는 일부 포럼 활동에 대해 깊은 인상을 받았다고 말하면서 "한 나라의 비밀 미사일 시험 실시에 대해 비난하고 그것을 증명하는 사진을 게시한다. 이 사건은 곧 국제 위기로 확대되었고, 독립적인 무기 사찰 팀을 보내 해결되었다."와 같은 정교한 포럼 활동이 열린다고 말했다.

## 국제 연합 사건
2008년 만우절, 베리는 국제 연합으로부터 허가 없이 공식적으로 UN이라는 단어와 로고를 사용하는 것을 그만하라는 이메일을 받았다고 말했다. 이에 대해, 베리는 자신의 게임에서 UN을 없애고 세계 회의(World Assembly)라는 새로운 지배 구조를 만들었다고 말했다. 많은 플레이어들은 이를 베리의 만우절 농담이라고 생각했지만, WA가 몇 주 동안 계속되고 세계 회의라는 단어가 계속 남게 되면서 농담이 아니었다는 것이 밝혀졌다. 방안이 기록되는 방식을 제외하고, "UN"이라는 단체의 해산 이후에도 이전의 UN의 방식과 WA는 변한 점이 없다.

## NationStates 2
2008년, OMAC 산업은 졸트 게이밍(Jolt Gaming)을 구매하면서 그 해 여름 더 큰 속편인 "NationStates 2"에 대한 계획을 발표했다. 2009년 2월, 맥스 베리는 OMAC 산업의 서버와 게임 시스템에서 떠나며 "더 이상 NS2와 함께 하는 것은 끔찍하게 할 수 없다"라고 말했다.

## 같이 보기
- 마이크로네이션
- eRepublik
- Cyber Nations